# Ukrainische Volksrepublik
Die Ukrainische Volksrepublik (auch Ukrainische Nationalrepublik oder Volksrepublik Ukraine genannt, ukrainisch Українська Народна Республіка Ukrajinska Narodna Respublika, UNR) war der erste ukrainische Nationalstaat.
Die Ukrainische Volksrepublik wurde nach der Oktoberrevolution 1917 aus den ukrainischen Gebieten gegründet, die bis dahin zum Russischen Kaiserreich bzw. Russland gehört hatten.
Im Dezember 1917 wurde unter Führung der Bolschewiki ein Zentrales Exekutivkomitee der Sowjetukraine in Charkiw gegründet, das eine stärkere Anbindung der Ukraine an Sowjetrussland anstrebte. Am 17. (30.) Dezember proklamierte dieses die Ukrainische Volksrepublik der Sowjets (auch Ukrainische Sowjetische Volksrepublik oder Sowjetische Ukrainische Volksrepublik) als autonome Republik innerhalb Sowjetrusslands. Sie umfasste kleine Teile der östlichen Ukraine um Charkiw. Im März 1918 erklärte diese sich als Ukrainische Sowjetrepublik zu einem unabhängigen Staat.
Nach der Auflösung der Zentralna Rada der Ukrainischen Volksrepublik (UNR) durch die deutsche Besatzungsmacht wurde während des Ersten Weltkrieges am 29. April 1918 mit Unterstützung der Mittelmächte der kurzlebige Ukrainische Staat (ukrainisch Українська держава Ukrajinska derschawa) gegründet, auch Hetmanat (ukrainisch Гетьманат Het'manat) genannt.
Dieser Staat wurde im russischen Bürgerkrieg nach dem Einmarsch der Roten Armee Anfang 1920 aufgelöst und als Ukrainische Sozialistische Sowjetrepublik in Sowjetrussland eingegliedert.

## Entstehung
Vor Beginn des 20. Jahrhunderts war das Gebiet der Ukraine ein Teil des russischen Kaiserreichs.
Nach der Oktoberrevolution wurde mit Beschluss des Ukrainischen Zentralrats vom 20. November 1917 die Gründung der Ukrainischen Volksrepublik als Teil einer föderativen Russischen Republik für den Januar 1918 proklamiert. Ihrer Gründung gingen einige Monate der weitgehenden nationalen Unabhängigkeit unter der Verwaltung durch den Zentralrat voraus, während derer sie von den Mittelmächten Deutschland und Österreich unterstützt, von der damaligen russischen provisorischen Regierung nicht anerkannt wurde.
Der bürgerliche Zentralrat unter Vorsitz Mychajlo S. Hruschewskyjs rief am 25. Januar 1918 (mit dem auf 22. Januar rückdatierten Vierten Universal) in Kiew die Unabhängigkeit der Ukraine (Ukrainische Volksrepublik) aus. Am 30. Januar 1918 wurde Wsewolod Holubowytsch Ministerpräsident der Volksrepublik.
Am 29. April 1918 wurde durch einen Putsch das Hetmanat Ukraine unter Pawlo Skoropadskyj errichtet. Nach dem Ende des Hetmanats wurde am 14. Dezember 1918 die Ukrainische Volksrepublik wiederhergestellt.

## Politik

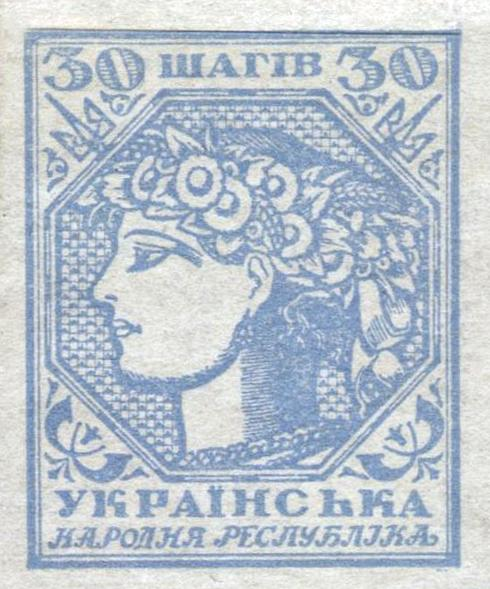
Briefmarke der UNR (1918)

Am 9. Februar 1918 hatte die Volksrepublik Ukraine mit dem Brotfrieden in Brest-Litovsk einen Separatfrieden mit den Mittelmächten geschlossen. Da die Zentralna Rada von den aus Russland und dem Nordosten der Ukraine angerückten roten Truppen aus Kiew vertrieben wurde, rief sie die Mittelmächte um Hilfe an. Deutsche Truppen marschierten ab 18. Februar, österreichisch-ungarische ab 28. Februar in die Ukraine ein (vgl. Operation Faustschlag). Bis Ende April wurde die gesamte Ukraine erobert, Anfang Mai folgten dann noch die Krim (vgl. Krim-Operation) und Gebiete östlich von Rostow am Don. Da die Mittelmächte weniger Lebensmittellieferungen (als in Brest-Litowsk versprochen) erhielten, und sie deshalb mit der Politik der Zentralna Rada unzufrieden waren, unterstützten sie am 29. April 1918 den Putsch des früheren zaristischen Generals Pawlo Skoropadskyj und erkannten ihn als Hetman an. Skoropadskyj erneuerte die frühere Verwaltung des Zaren. Er revidierte viele politische Entscheidungen der Rada und verfolgte eine rechtsgerichtete, sehr nationalistische Politik. Dies wurde auch durch Umbenennung des Staatswesens in „Ukrainischer Staat“ unterstrichen. Mit Hilfe des Verwaltungsapparats und der Unterstützung der Besatzer konnte Skoropadskyj zum ersten Mal in der Geschichte einen ukrainischen Staat von Don bis Bug begründen.
Die bürgerliche Ukrainische Volksrepublik befand sich von Beginn an im Kriegszustand mit der prosowjetischen Regierung in Charkow, die sich im Dezember 1917 gebildet hatte.

### Außenpolitik
Anfangs gab es föderative Beziehungen zu Russland. Als Ende Januar 1918 in Kiew der bolschewistische Aufstand ausbrach, mündeten die politischen in kriegerischen Auseinandersetzungen. Folgerichtig war die Ukrainische Volksrepublik im Polnisch-Sowjetischen Krieg mit Polen verbündet.
Die Volksrepublik Ukraine wurde de jure anerkannt von Lettland, Litauen, Estland, der Demokratischen Republik Georgien, der Aserbaidschanischen Demokratischen Republik, dem Deutschen Reich, Österreich-Ungarn (lediglich de facto, denn der Friedensvertrag von Brest-Litowsk wurde nicht ratifiziert), Bulgarien, dem Osmanischen Reich, dem Königreich Rumänien, der Tschechoslowakei, vom Heiligen Stuhl und schließlich auch von Sowjetrussland. De-facto-Anerkennung wurde von der Schweiz, Schweden, Dänemark und Persien garantiert.

## Ende des Staates

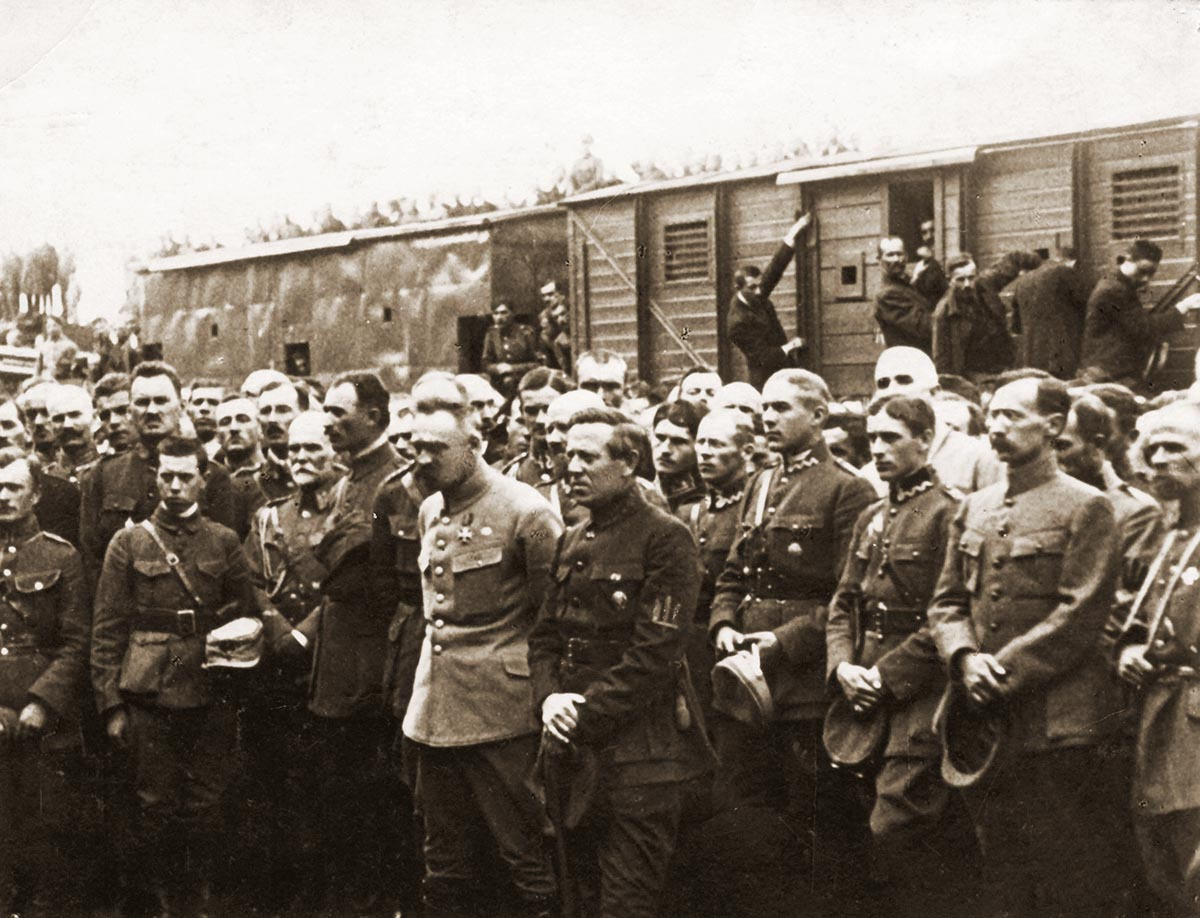
Józef Piłsudski und Symon Petljura

Nach der Niederlage der Mittelmächte im Ersten Weltkrieg und dem Abzug der österreichisch-ungarischen und des Großteils der deutschen Truppen konnte sich das Hetmanat im Herbst 1918 nicht mehr halten; es wurde durch das Direktorium der Ukrainischen Volksrepublik ersetzt. Im Zuge des Russischen Bürgerkrieges nahmen die Bolschewiki Kiew ein. Daraufhin wurde am 14. Januar 1919 die Ukrainische Sowjetrepublik ausgerufen. In der Westukraine um die Stadt Lemberg/Lwiw existierte zeitgleich die Westukrainische Volksrepublik, die sich am 22. Januar 1919 mit der Ukrainischen Volksrepublik vereinigte. Polnische Truppen hatten im Verlauf des Jahres 1919 bereits die Macht im gesamten Gebiet der Westukrainischen Volksrepublik übernommen und die Bolschewiki beherrschten große Teile der übrigen Ukraine. Zeitgleich existierte in den ländlichen Regionen der Zentral-, Süd- und Ostukraine die bäuerlich-anarchistische Bewegung der Machnowschtschina unter Nestor Machno, während die bürgerlich-liberale Regierung der Ukrainischen Volksrepublik nahezu bedeutungslos wurde.
Die Existenz der Ukrainischen Volksrepublik kam im Februar 1920 an ihr Ende, als die Rote Armee das gesamte Gebiet der Ukraine unter ihre Kontrolle gebracht hatte. Die Armee der Volksrepublik Ukraine kämpfte jedoch weiter an der Seite Polens im Polnisch-Sowjetischen Krieg. Dazu verzichtete die ukrainische Regierung unter Symon Petljura am 21. April 1920 auf ihren Anspruch auf die westukrainischen Gebiete in Galizien, wo Vertreter Polens bereits im Laufe des Jahres die Macht übernommen hatten, woraufhin die Vertreter der Westukrainischen Volksrepublik die Seiten wechselten. Nach der Unterzeichnung des Friedens von Riga zwischen Polen und Sowjetrussland 1921 wurden die ukrainischen Soldaten in Polen interniert. Gemäß dem Frieden von Riga musste das Gebiet der Westukrainischen Volksrepublik an Polen abgegeben werden.
Eine Exilregierung der Volksrepublik Ukraine existierte noch bis 1992 in München. Am 22. August 1992 übergab der letzte Präsident der ukrainischen Exilregierung, Mykola Plawjuk, die Insignien der Volksrepublik Ukraine an den neuen, demokratisch gewählten Staatspräsidenten der Ukraine, Leonid Krawtschuk. Gleichzeitig erkannte er die 1991 gegründete Ukraine als legalen Nachfolger der Volksrepublik Ukraine an.